# Étainhus
Étainhus là một xã thuộc tỉnh Seine-Maritime trong vùng Normandie miền bắc nước Pháp.

### Huy hiệu
| Arms of Étainhus | The arms of Étainhus are blazoned: Gules, a chevron Or masoned sable between 2 escallops Or and 2 keys in saltire argent, and on a chief Or a drakkar sable. |

## Dân số
| Năm | 1962 | 1968 | 1975 | 1982 | 1990 | 1999 | 2006 |
| --- | ---- | ---- | ---- | ---- | ---- | ---- | ---- |
| Dân số | 529  | 531  | 542  | 609  | 926  | 1007 | 1057 |
| From the year 1962 on: No double counting—residents of multiple communes (e.g. students and military personnel) are counted only once. |      |      |      |      |      |      |      |